# Conquête romaine de la Grande-Bretagne
Pour les articles homonymes, voir Conquête romaine.
Batailles
- Expédition de Jules César en Bretagne (55-54 av. J.C.)
- Bataille de Medway (43)
- Bataille de Camulodunum (60 ou 61)
- Bataille de Watling Street (60 ou 61)
- Bataille du Mont Graupius (83 ou 84)

La conquête romaine de la Grande-Bretagne débute en 43 apr. J.-C. à l'initiative de l'empereur Claude et fait référence à la conquête de l'île de Grande-Bretagne par les forces armées romaines. Cependant, l'activité militaire romaine dans les îles Britanniques avait déjà commencé au siècle précédent, puisqu'en 55 et 54 av. J.-C. l'armée de Jules César avait déjà tenté deux expéditions, restées sans lendemain, mais qui permirent toutefois d'inclure le sud de l'île dans la sphère d'influence économique et culturelle de Rome. De là proviendront les relations commerciales et diplomatiques qui ouvriront la voie aux expéditions militaires de Claude et de ses successeurs.
Les Romains, sous l'égide de leur général Aulus Plautius, commencèrent la conquête et réussirent à pénétrer à l'intérieur des terres grâce à leurs victoires lors de plusieurs batailles contre les royaumes bretons, notamment la bataille de Medway, la bataille de la Tamise et, plus tard, la capture de Caratacos et la conquête d'Anglesey.
En 60 apr. J.-C., une rébellion menée par Boadicée, vit le pillage par les Bretons de Camulodunum, Verulamium et Londinium,. Les Romains mirent fin à la rébellion avec la bataille de Watling Street,.
La conquête romaine continua au nord jusqu'au centre de la Calédonie avec la bataille du Mont Graupius, et s'arrêtera en 84 apr. J.-C. lorsque Agricola sera rappelé à Rome. Même avec la construction du mur d'Hadrien comme frontière, les populations d'Écosse et du nord de l'Angleterre se rebellèrent à plusieurs reprises contre la domination romaine et les forts du nord de la Bretagne continuèrent à être gardés afin de se protéger de ces attaques.

## Contexte historique
La Grande-Bretagne possédait la même particularité que d'autres régions à la périphérie de l'Empire romain et entretenait des relations diplomatiques et commerciales avec les Romains depuis les expéditions de Jules César, en 55 et 54 av. J.-C. L'influence économique et culturelle romaine était donc une partie importante de la fin de l'âge du fer pré-romain des populations britanniques du sud de l'île.
Entre 55 av. J.-C. et 40 apr. J.-C., le statu quo imposé par les expéditions de Jules César et se traduisant par des tributs et des otages venant des États clients de Rome en Grande-Bretagne, est resté en grande partie intact. Auguste prépara trois expéditions: en 34 av. J.-C., 27 av. J.-C. et 25 av. J.-C. La première et la troisième ont été annulées en raison de révoltes faisant rage ailleurs dans l'empire. La seconde expédition à, quant à elle, été annulée parce que les Bretons semblaient prêts à trouver un accord avec Auguste. Selon les Res Gestae d'Auguste, deux rois britanniques, Dumnovellaunus et Tincomarus, se sont enfuis à Rome en tant que suppliants pendant son règne. La Géographie de Strabon décrit que, pendant cette période, les États clients de Rome en Grande-Bretagne rapportaient plus en droits de douane en étant tributaires de Rome que ce qu'ils rapporteraient s'ils étaient conquis.
Durant les années 40 apr. J.-C., la situation politique en Grande-Bretagne était en pleine effervescence. Les Catuvellauni avaient conquis les Trinovantes et devinrent le royaume le plus puissant du sud-est de la Grande-Bretagne, prenant possession de l'ancienne capitale trinovantienne de Camulodunum (Colchester). Les Atrébates, dont la capitale était, Calleva Atrebatum (Silchester) avaient des relations commerciales et diplomatiques amicales avec Rome et Verica fut reconnu par Rome comme leur roi. Cependant, les Catuvellauni de Caratacos conquirent tout son royaume peu après 40 apr. J.-C. et poussèrent Verica a quitter la Grande-Bretagne pour trouver refuge à Rome,.
Caligula a planifié une campagne militaire contre les Bretons en 40 apr. J.-C. mais son exécution n'est pas claire. Selon la Vie des douze Césars de Suétone, Caligula rassembla ses troupes en formation de combat face à la Manche et, ses forces étant confuses, leur ordonna de ramasser des coquillages, les qualifiant de "pillage de l'océan dû au Capitole et au Palais". Alternativement, il est possible qu'il leur ait en fait ordonné de rassembler des "huttes" car le mot musculi était également utilisé dans l'argot des soldats romains pour désigner les huttes des ingénieurs. Dans le même temps, il reçut la soumission d'Adminius, qui avait été chassé par son père, Cynobellinus, roi des Bretons.
Dans tous les cas, Caligula prépara les troupes et les installations militaires qui rendirent la conquête de Claude possible trois ans plus tard. On peut notamment citer un phare construit à Bononia (aujourd'hui Boulogne-sur-Mer), la Tour d'Ordre, qui servit de modèle à celui construit peu après à Dubris (Douvres).

## Les phases de la conquête

### Préparations
En 43 apr. J.-C., peut-être en rassemblant les troupes que Caligula avait utilisé en 40 apr. J.-C., Claude monta une force militaire placée sous la responsabilité d'Aulus Plautius, un sénateur romain distingué. La réinsertion sur le trône des Atrébates du roi exilé à Rome, Verica, a été utilisé par les Romains pour justifier l'expédition.
On ne sait pas combien de légions ont été envoyées participer au début de la campagne car seule la Legio II Augusta, commandée par le futur empereur Vespasien, est citée dans les écrits. Les légions IX Hispana, Legio XIIII Gemina et XX Valeria Victrix ont combattu pendant la révolte de Boadicée de 60/61 apr. J.-C. et étaient probablement présentes pendant la conquête initiale.
Trois autres hommes d'un rang approprié à commander des légions sont connus des sources pour avoir été impliqués dans la conquête. Dion Cassius mentionne Cnaeus Hosidius Geta, qui dirigeait probablement la Legio IX Hispana, et le frère de Vespasien, Titus Flavius Sabinus. Il est écrit que Sabinus était le lieutenant de Vespasien, mais comme Sabinus était son frère aîné et a précédé Vespasien dans la vie politique romaine, il aurait difficilement pu être un tribun militaire. Eutrope mentionne Cnaeus Sentius Saturninus, bien qu'en tant qu'ancien consul, il était probablement trop âgé pour une telle entreprise et a peut-être simplement accompagné Claude pendant ses campagnes.

### Débarquement (an 43)

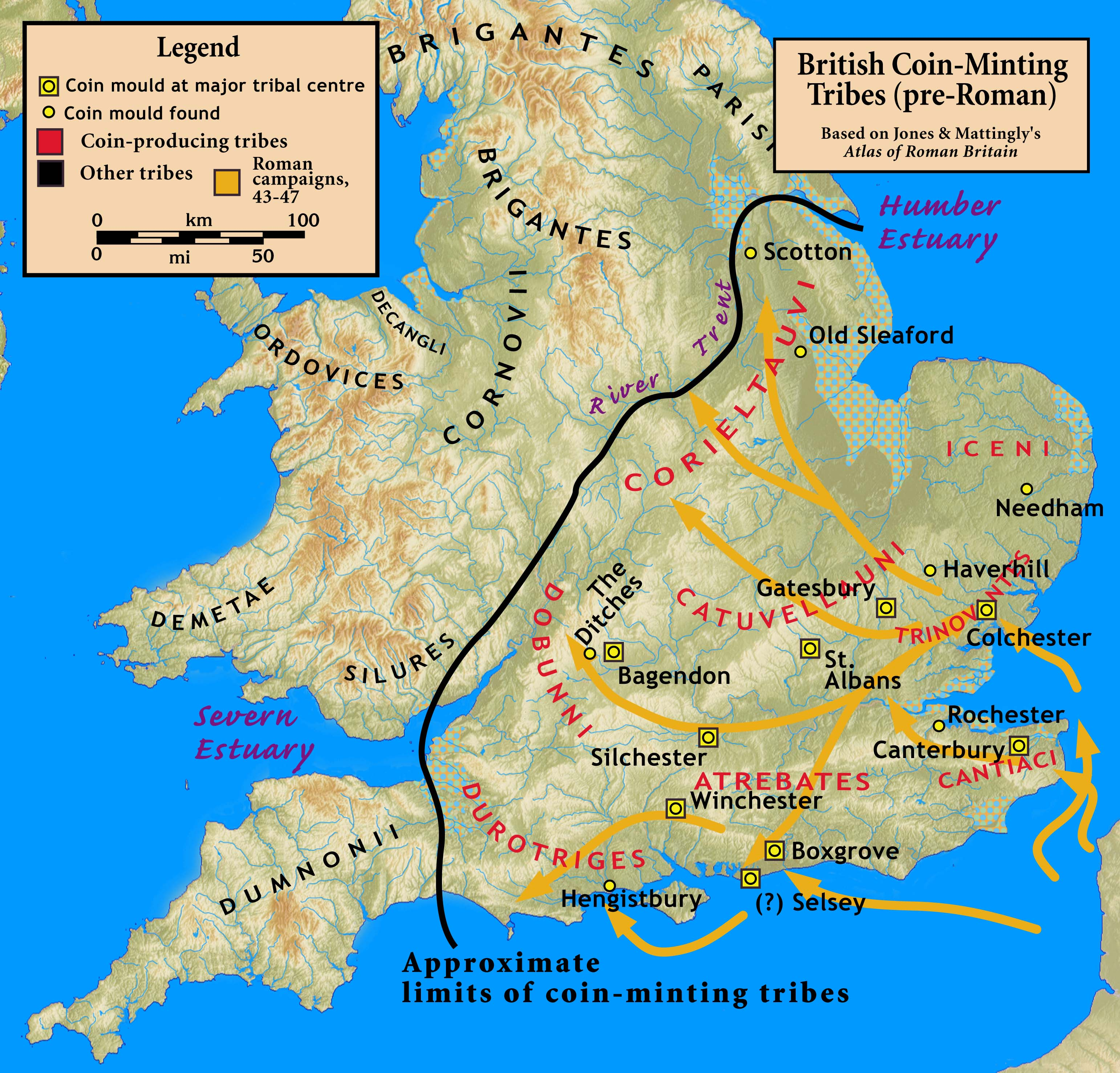
Campagnes militaires sous Aulus Plautius.

En 43 apr. J.-C., la conquête commença. Les forces de Aulus Plautius traversèrent la Manche en trois groupes. Le port de départ est généralement considéré comme étant Gesoriacum (Boulogne, au nord de la France) et le lieu de débarquement principal Rutupiae (Richborough, sur la côte est du Kent). Cependant, ces lieux sont sujets de discorde parmi les historiens. Dion Cassius ne mentionne pas le port de départ, et bien que Suétone dise que les troupes de Claude naviguèrent depuis Gesoriacum (Boulogne) , cela ne signifie pas nécessairement que la force initiale ait également suivi cet itinéraire. Richborough possède un grand port naturel qui aurait été approprié à un débarquement et l'archéologie démontre une occupation militaire romaine à peu près au même moment. Toutefois, Dion affirme que les Romains naviguèrent d'est en ouest et un voyage de Gesoriacum (Boulogne) à Richborough s'effectue du sud au nord. Certains historiens suggèrent l'itinéraire de Gesoriacum (Boulogne) jusqu'au Solent, avec un débarquement dans les environs de Noviomagus (Chichester) ou Southampton en territoire autrefois gouverné par Verica.
La résistance britannique était dirigée par Togodumnus et Caratacos, fils du défunt roi des Catuvellauni, Cunobelinos. Une grande armée britannique attaqua les Romains près de Rochester, sur la rivière Medway. La bataille de Medway commença et fit rage durant deux jours. Caius Hosidius Geta fut presque capturé, mais parvint a renverser le cours de la bataille de manière si décisive qu'il reçut un triomphe de retour à Rome. Au moins une division des troupes bataves auxiliaires traversa la rivière à la nage afin de surprendre les britanniques sur leurs arrières.
Les Romains sortirent vainqueurs de la bataille de Medway et repoussèrent les britanniques vers la Tamise. Cette action commencera une nouvelle bataille dont ils sortiront également vainqueurs. Toutefois, les Romains subiront des pertes en poursuivant leurs ennemis dans les marais d'Essex après avoir traversé la Tamise. On ne sait pas si les Romains utilisèrent un pont déjà existant ou en construisirent un eux-mêmes. Togodumnus mourra peu après ces évènements.
Après ces batailles, Plautius stoppa ses troupes et envoya un messager à Claude lui demandant de le rejoindre pour la phase finale de la conquête. Dion Cassius présentera cela comme Plautius demandant de l'aide à l'empereur afin de vaincre des britanniques déterminés à venger Togodumnus. Cependant, Claudius n'était pas un empereur guerrier et cela est donc peu probable. Il se rendit toutefois en Grande-Bretagne en 43 apr. J.-C. accompagné des cohortes prétoriennes. Sur le deuxième arc de Claude, situé à Rome, il est écrit qu'il reçut la reddition de onze rois britanniques sans subir de pertes. Suétone dit aussi dans sa Vie des douze Césars que Claude reçut la reddition des britanniques sans aucune bataille ou effusion de sang. Il est probable que les Catuvellauni étaient pratiquement vaincus par Plautius mais que la venue de Claude lui permettait d'apparaître comme celui portant le coup de grâce lors de la marche finale sur Camulodunum. Dion Cassius raconte que l'empereur emmena des éléphants de guerre et de l'armement lourd qui intimidèrent et rendirent futile toute envie de résistance britannique. Onze rois du sud-est de la Grande-Bretagne se rendirent donc à Claude et les Romains se préparèrent à continuer la conquête plus à l'ouest et au nord. Ils établirent leur nouvelle capitale à Camulodunum et Claude retourna à Rome pour célébrer sa victoire et recevoir le titre de Britannicus. Caratacos, de son côté, s'échappa avec sa famille, ses serviteurs et son trésor afin de continuer la résistance plus à l'ouest.
Après la conquête, Verica fut peut-être replacé sur le trône des Atrébates par les Romains, bien qu'à cette époque il aurait été très âgé. Dans tous les cas, un nouvel homme dirigeant leur région apparut rapidement. En effet, Cogidubnus (probablement son héritier) fut nommé roi d'un certain nombre de territoires comme récompense et allié des Romains.

### Années 44 à 60

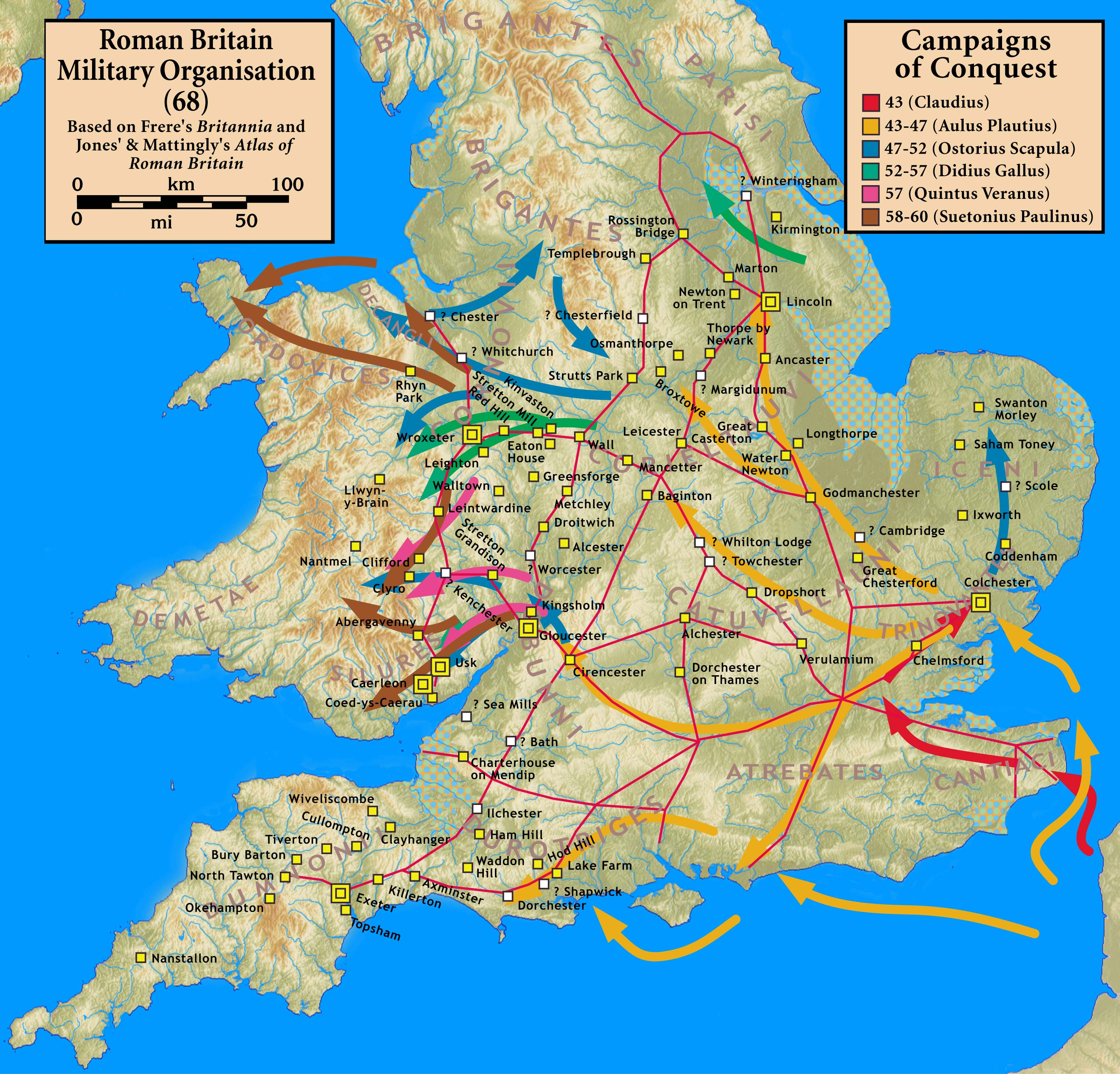
Campagnes romaines de 43 à 60 apr. J.-C.

À la suite de la conquête initiale, Vespasien emmena ses forces à l'ouest, soumettant des cités et capturant leurs oppidum au fur et à mesure de son avancée. Ses troupes se rendirent jusqu'à Exeter, qui deviendra un camp pour la légion romaine II Augusta de 55 à 75 apr. J.-C.. La Legio IX Hispana fut envoyée au nord, en direction de la future Lindum Colonia (Lincoln). D'ici 47 apr. J.-C., il est probable que la zone au sud d'une ligne tracée du Humber jusqu'à l'estuaire de la Severn soit tombée sous contrôle romain. Le fait que la voie romaine de la Fosse Way suive cette ligne conduisit de nombreux historiens à débattre du rôle premier de cette route. En effet, elle aurait pu servir de frontière au début de l'occupation afin de délimiter les territoires romains de ceux des royaumes britanniques indépendants . Il est cependant peu probable que la frontière entre la Bretagne romaine et les peuples de l'âge du fer britannique ait été délimitée avec une précision moderne au cours de cette période.
À la fin de l'an 47, le nouveau gouverneur de la province romaine de Bretagne, Publius Ostorius Scapula, lança une campagne militaire contre les peuples du Pays de Galles moderne et des plaines du Cheshire. Les Silures du sud-est causèrent des problèmes considérables à Ostorius et défendirent farouchement leurs frontières. Caratacus lui-même mena cette campagne de guérilla mais fut vaincu lors d'une bataille décisive. Il s'enfuit dans le royaume des Brigantes, état client des Romains. Cependant, leur reine Cartimandua, ne réussit ou ne souhaita pas le protéger, peut-être étant donné ses propres accords avec les Romains, et le livra aux troupes romaines.
Ostorius mourut et fut remplacé par Aulus Didius Gallus. Ce dernier réussit à garder sous contrôle les frontières galloises mais ne se déplaça pas plus au nord ou à l'ouest afin de continuer la conquête. Il agit probablement ainsi car Claude tenait à éviter ce qu'il considérait comme une guerre difficile et interminable dans un terrain montagneux pour peu de gain matériel. Lorsque Néron devint empereur en 54, la décision fut prise de poursuivre la conquête et Quintus Veranius fut nommé gouverneur de Bretagne. C'était un homme expérimenté du fait de l'expérience qu'il avait acquise avec les peuples montagnards d'Anatolie. Veranius et plus tard son successeur Caius Suetonius Paulinus, menèrent une campagne militaire réussie à travers le nord du Pays de Galles, notamment en tuant de nombreux druides lorsque l'île d'Anglesey fut envahie en 60. L'occupation totale du Pays de Galles a cependant été retardée par la rébellion de Boadicée qui força les armées romaines à retourner au sud-est en 60 ou 61 pour lui faire face.

### Années 61 à 70
Les Romains écrasèrent ensuite la rébellion de Boadicée, reine des Iceni, puis se consacrèrent à mater celle de Venutius, ex-époux de la reine Cartimandua, qui fut défait par le gouverneur Quintus Petillius Cerialis à proximité de Stanwick en 70. Ces succès entraînèrent la romanisation rapide des Brigantes et Parisii.

### Années 70 à 83

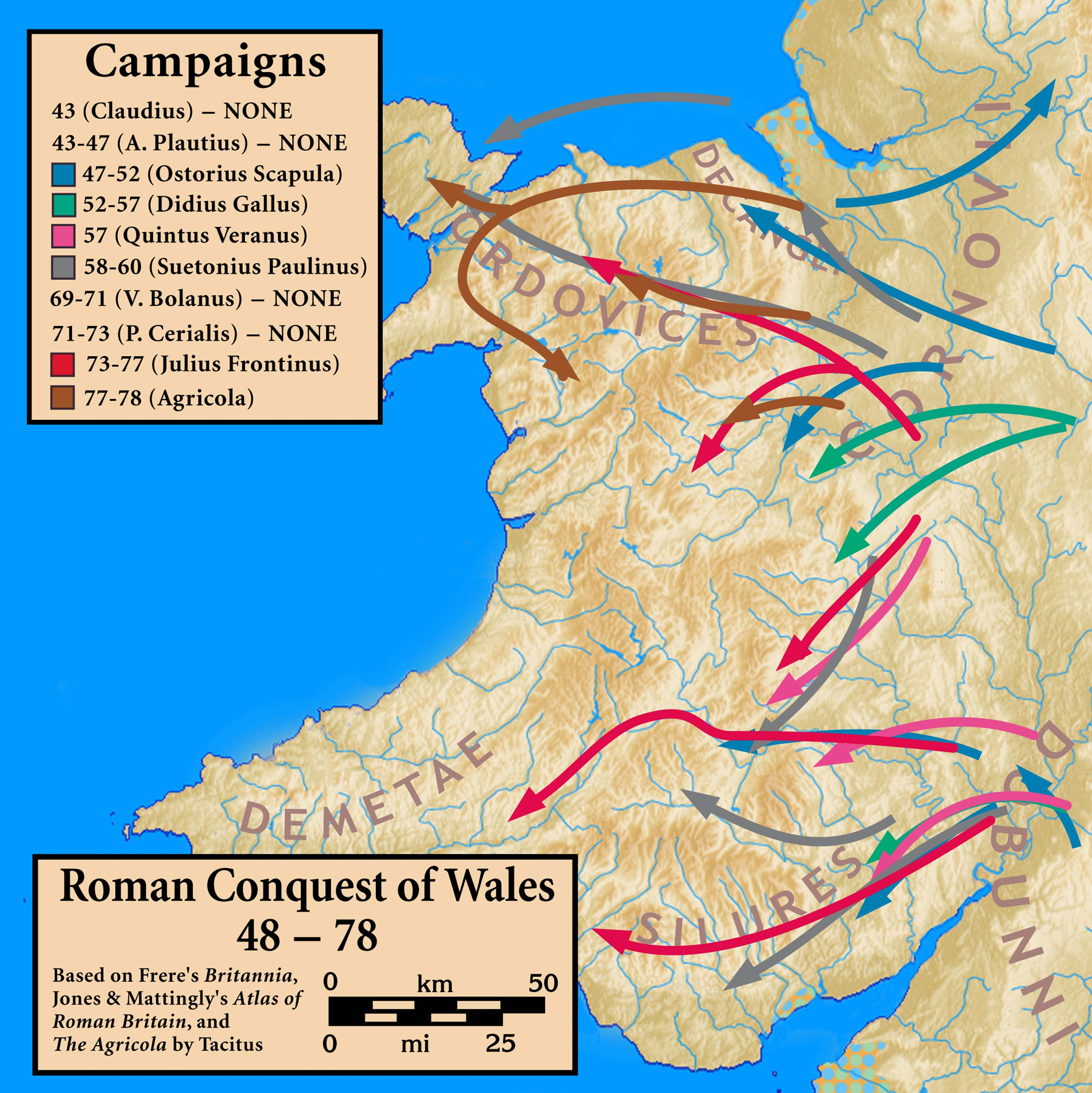
La conquête romaine du pays de Galles de 43 à 78.

Le successeur de Cerialis, Sextus Julius Frontin, lança une vaste campagne militaire dans l'archipel, conduisant à l'assujettissement des cités galloises et d'autres peuples hostiles à la présence romaine sur l'île.
Cnaeus Julius Agricola anéantit la résistance du pays de Galles, puis marcha sur les Pennines. En mettant en œuvre une stratégie fondée sur la guérilla et le harcèlement, il obtint la reddition de nombreuses nations. Son ultime succès eut lieu lors de la bataille du mont Graupius (situé en Écosse), en remportant une victoire décisive contre les troupes de Calgacos en 83 mais il dut faire face aux Pictes.

## Conséquences

### Les réactions immédiates

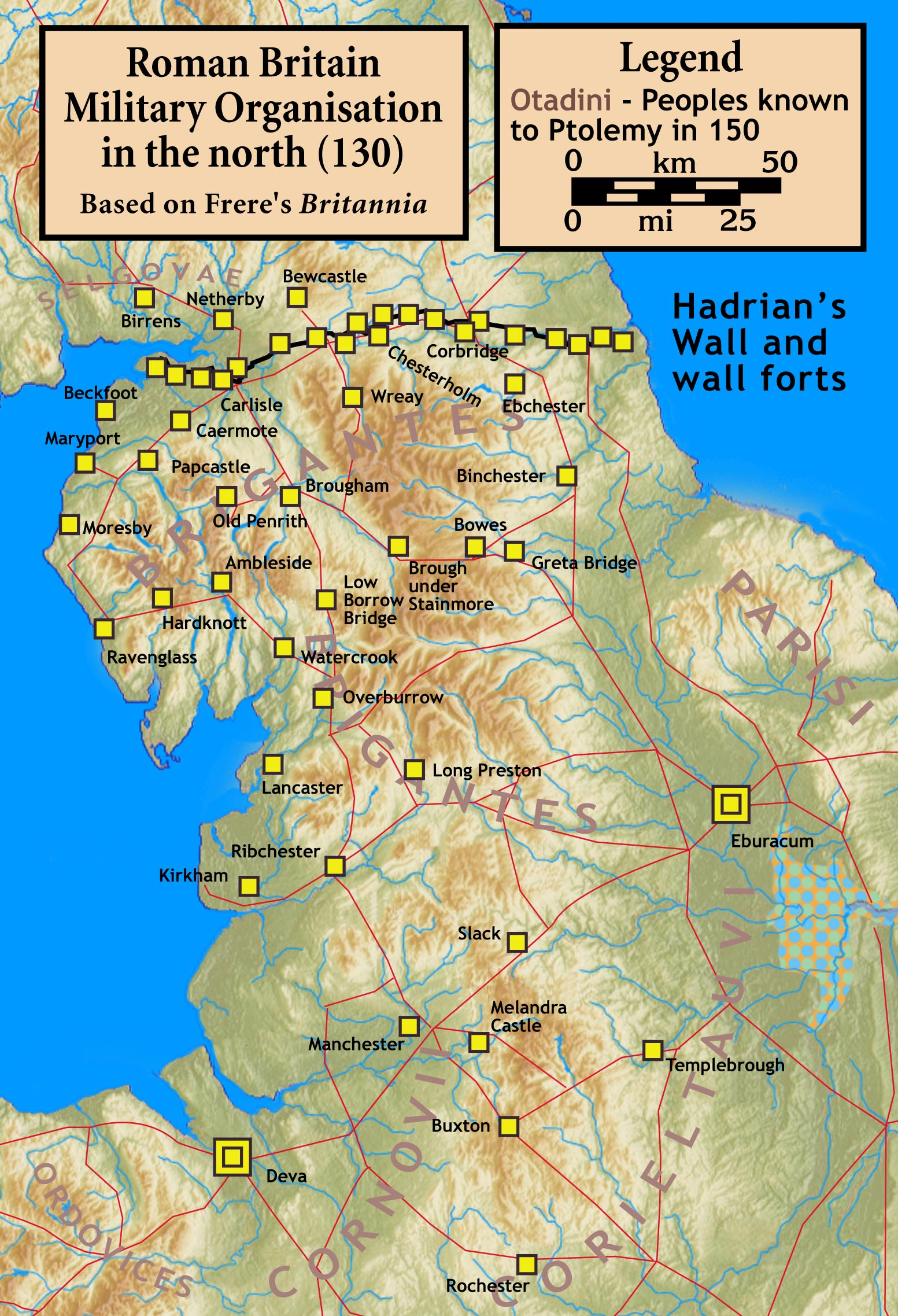
La nord de la Bretagne à l'époque de la construction du mur d'Hadrien.

Pour Cnaeus Julius Agricola, rappelé à Rome par l'empereur Domitien, il est insensé qu'un certain nombre de gouverneurs ne soient pas parvenus à mater le nord de l'île. Les Romains se replient derrière le mur d'Hadrien (construit en 122), mettant ainsi un frein à leur conquête.

### L'impact sur l'Histoire
Plus tard, les Romains essayèrent de nouveau de s'avancer en territoire écossais, prenant position jusqu'à l'estuaire Firth of Forth avec le mur d'Antonin mais ils furent contraints de se replier derrière le mur d'Hadrien vers 162 sous le règne de Marc Aurèle.
Cependant, les Romains ont souvent pénétré en territoire écossais pour des raisons militaires, par exemple en 209 lorsque l'empereur Septime Sévère souhaitait envahir la Calédonie. Sa campagne fut selon Dion Cassius très difficile et destructrice, les indigènes ayant livré une véritable guerre asymétrique (guérilla). Septime Sévère mourut à York lors de la planification d'une nouvelle campagne militaire, qui fut abandonnée par son fils et successeur Caracalla. À partir de cette époque, les Romains se limitèrent à des incursions en Écosse, principalement pour des raisons commerciales ou pour capturer des esclaves et répandre le christianisme.

### Dans la culture populaire
- Centurion (film, 2010) : la Legio IX Hispana y est mise en scène, se heurtant à une résistance farouche des Pictes en 117 apr. J.-C.
- Astérix chez les Bretons : on perçoit les légions romaines débarquer à l'entame du film d'animation.